# Спартак (мінісеріал)
«Спартак» (англ. Spartacus) — північноамериканський мінісеріал 2004 р., заснований на однойменному романі Говарда Фаста, режисер — Роберт Дорнхельм, продюсер — Тед Курдайл, за мотивами телеспектаклю Роберта Шенкана. Транслювався протягом двох ночей на USA Network, головні ролі грали Горан Вішніч, Алан Бейтс, Енгус Макфейден, Рона Мітра, Іен Макніс, Росс Кемп і Бен Крос.

## Сюжет
Фільм починається з історії Варінії (Рона Мітра), жінки Галлії та її села, що зазнало нападу з боку римлян. Всі його мешканці узяті в рабство, вона продається Лентулу Батіату (Іен Макнік). Спартак (Горан Вішніч), раб-фракієць, приречений для роботи на шахтах, намагається захистити іншого раба. Перед тим як його майже розп'яли, Батіат купує Спартака. Останній і жменька інших рабів змушені обрати долю гладіаторів.
В один із днів до Батіата приїжджає гість — представник знаті в Римі Марк Ліциній Красс. Красс замовляє приватні гладіаторські бої на смерть. У першій парі перемагає гладіатор на ім'я Давид, єврей, який ніколи не розмовляє. У другій парі б'ються африканець Драба і фракієць Спартак. Драба здобуває перемогу, заставши з тризубом лежачого на піску Спартака. Але африканець не наважується вбити Спартака. Він вбиває охоронця і здійснює спробу напасти на представників знаті, його вбивають преторіанці.
Спартака сильно вразив вчинок Драби. Він довго роздумує над подією, називає Драбу своїм другом і вчителем. Під час навчального тренування Спартак спалахує гнівом на преторіанця, який б'є гладіатора. Зав'язується бійка, розпочинається повстання рабів.

## Ролі
- Горан Вішніч — Спартак
- Алан Бейтс — Антоніус Агріппа
- Ангус Макфейден — Марк Красс
- Рона Мітра — Варінія
- Ян Макніс — Лентул Батіата
- Пол Кайнман — Крікс
- Пол Телфер — Ганнікус
- Джеймс Фрейн — Давид
- Генрі Сіммонс — Драба
- Кріс Джермен — Нардо
- Бен Кросс — Тит Глабр
- Джек Г'юстон — Флавій
- Найла Рефой — Публій Максімус
- Джордж Каліл — Помпей Магнус
- Річард Діллейн — Юлій Цезар

## Виробництво
Сюжет і костюми, загальний фон майже ідентичний версії 1960 року Стенлі Кубрика, але ця адаптація ближча і точніша до роману Говарда Фаста, ніж фільм Кубрика. (Два з найпомітніших пропусків у новій адаптації сцена «Я Спартак!» і возз'єднання Спартака з дружиною після битви.) Мінісеріал показаний як розповідь жінки своєму синові, пізніше зрозуміло, щоб це дружина Спартака розповідає синові про його батька.
Фактична помилка: у фільмі, події якого відбуваються в 70-х роках до н. е., Помпей і Красс проголошені «консулами Римської імперії», проте правильно — «консули Римської республики». Рим став імперією лише за півстоліття, в часи Оставіана Августа.